# Alice Hamilton
Alice Hamilton, née le 27 février 1869 à New York et morte le 22 septembre 1970 dans le district historique de Hadlyme North Historic District (en) situé dans l'État du Connecticut, est une pionnière américaine de la médecine du travail, une spécialiste des risques toxiques dans le milieu industriel, une réformatrice sociale et la première femme nommée maître assistante à la faculté de médecine de l'université Harvard. Après avoir été membre de la  Commission on Occupational Disease (« Commission des maladies professionnelles ») de l'État de l'Illinois, elle est recrutée en 1910 par le Bureau of Labor Statistics où elle conduit diverses inspections dans les entreprises industrielles. En 1915, elle adhère au Woman's Peace Party puis, avec cinquante autres Américaines, elle rejoint les rangs de la Ligue internationale des femmes pour la paix et la liberté. De 1924 à 1928, elle siège à la Commission de la santé de la Société des Nations (précurseure de l'OMS). De 1930 à 1932, elle est nommée par le président Herbert Hoover à la commission présidentielle de suivi des tendances sociales. En 1935, quand elle prend sa retraite de l'université Harvard, elle donne des conférences sur les risques toxicologiques au Woman's Medical College of Pennsylvania, puis en 1943 elle est élue présidente de la National Consumers League.

## Biographie

### Jeunesse et formation

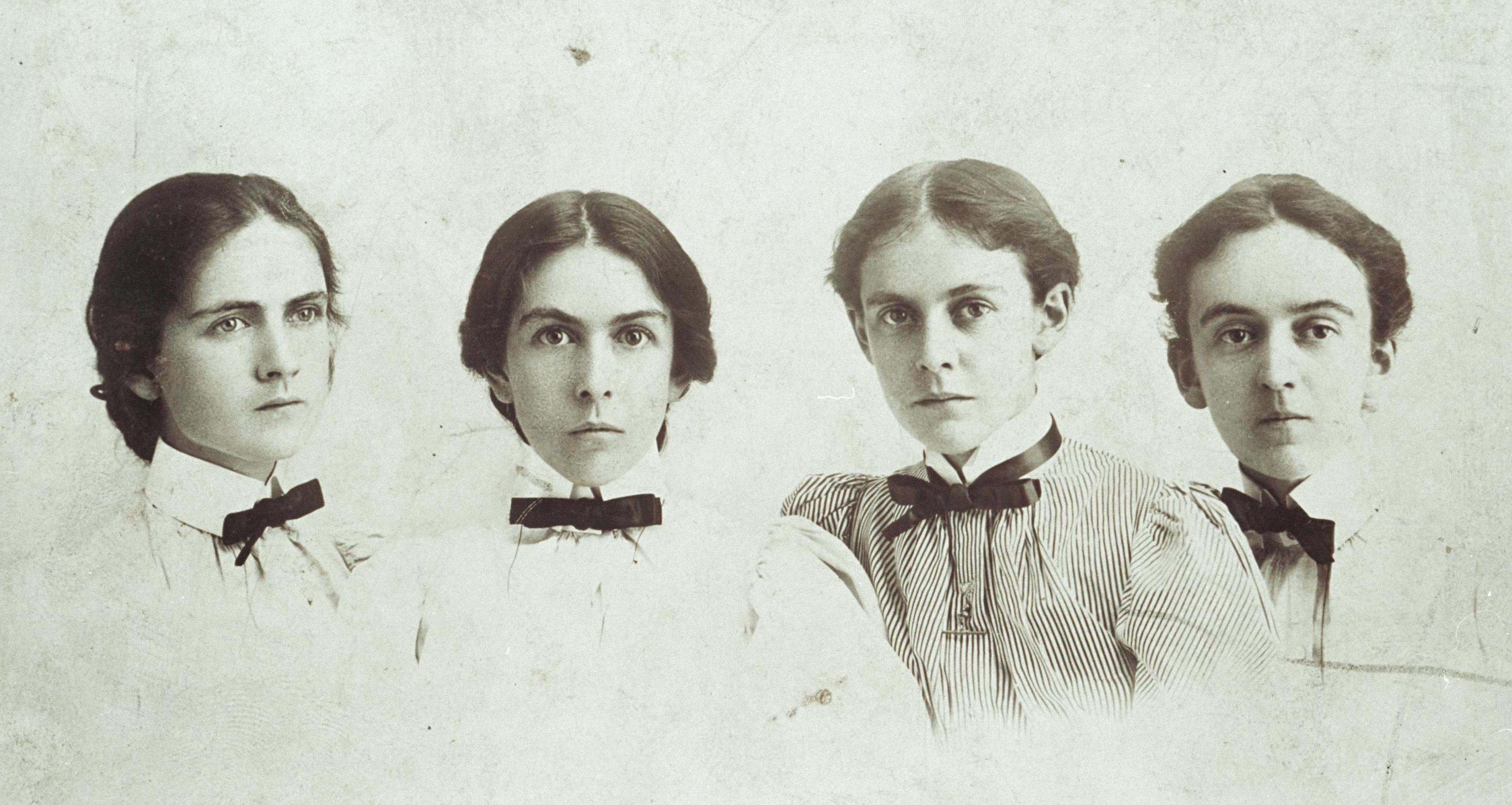
Les quatre sœurs Hamilton, Edith, Alice, Margaret et Norah.

#### Des sœurs solidaires
Alice Hamilton est la seconde des quatre filles de Montgomery Hamilton et de Gertrude Hamilton (née Pond), son frère unique est son cadet de dix sept ans. Elle est née en 1869 à New York, mais grandit à Fort Wayne (Indiana) dans la résidence de sa grand-mère paternelle. Ses parents sont issus de familles privilégiées. Son père, diplômé de Princeton et passionné par la littérature classique, membre du Parti démocrate, est actionnaire d'une épicerie en gros. En 1885, après la faillite de son affaire, il tente de rebondir, après des tentatives infructueuses dans le secteur bancaire, en 1887, il se retire dans sa bibliothèque et sombre peu à peu dans l'alcoolisme, ses états d'ivresse perturbent sa famille. Sa mère Gertrude Hamilton scolarise ses enfants à la maison et encourage ses filles à suivre leurs aspirations malgré les stéréotypes et les préjugés quant aux rôles sociaux des femmes de l'époque. Alice Hamilton est proche de sa mère, elle retient d'elle que la liberté personnelle est le bien le plus précieux. Durant son éducation à la maison, elle et sa fratrie, apprennent l'histoire, la littérature, les langues mortes et des langues étrangères. Elle a pour camarade de jeux ses cousins et les enfants qui fréquentent comme elle la First Presbyterian Church de Stamford dans le Connecticut. Parmi ses sœurs on connaît l'helléniste Edith Hamilton, directrice de la Bryn Mawr School (en) de Baltimore, Margaret Hamilton (professeure) (en), professeure de science à la Bryn Mawr School dirigée par sa sœur Edith et enfin Norah Hamilton (en), qui animera les cours de beaux arts à la Hull House ; les quatre sœurs seront inséparables,,,,,.

#### La formation médicale

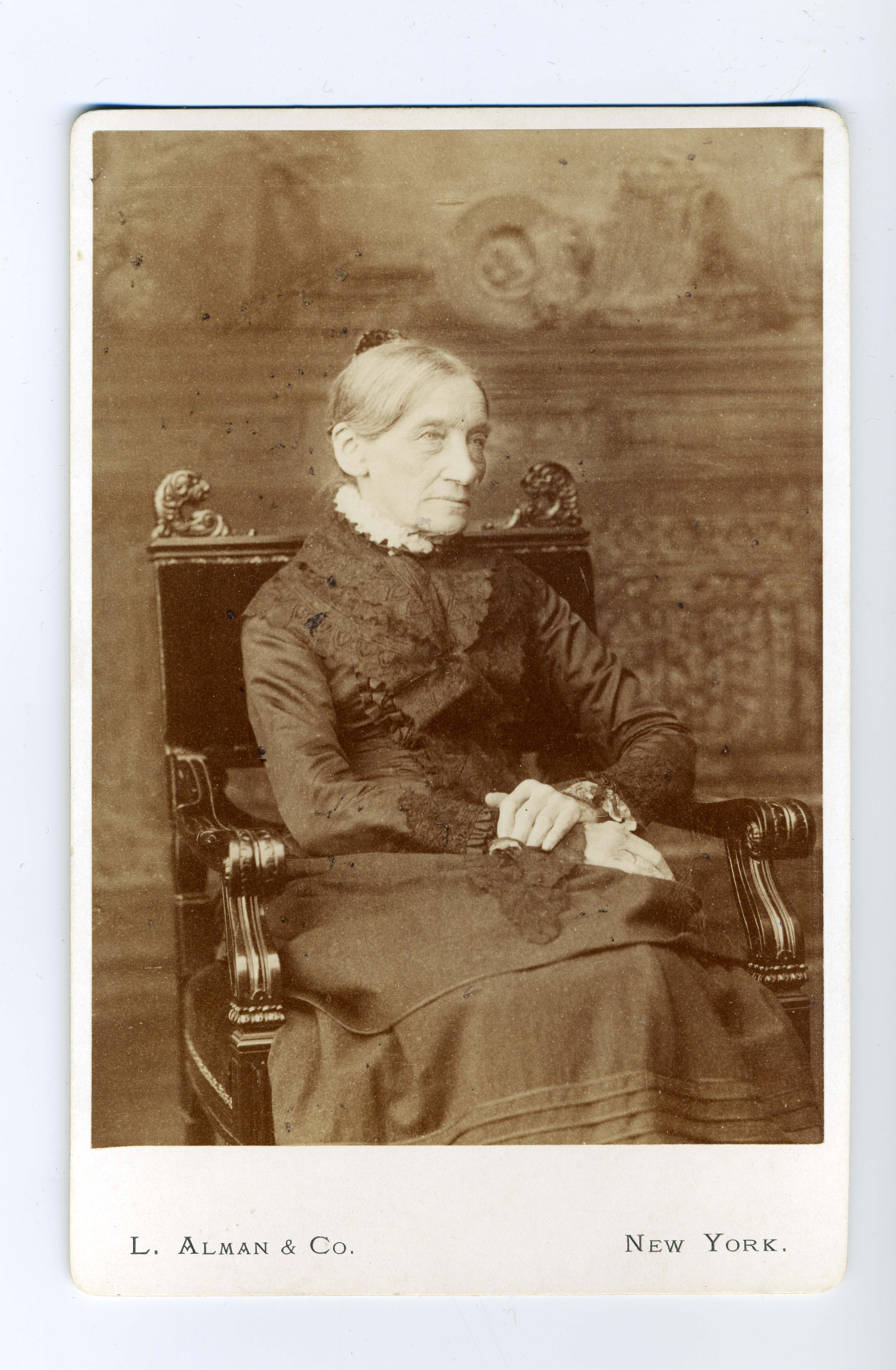
Sarah Porter.

De 1886 à 1888, Alice Hamilton termine ses études secondaires à l'école d'entrée préparatoire aux collèges universitaires, la Miss Porter's School (en) de Farmington (Connecticut), fondée par Sarah Porter (en) où elle se passionne pour la littérature grecque  et latine et classique, plus particulièrement Dante. À la grande surprise de son entourage, elle décide de devenir médecin, quand on lui demande « pourquoi ? », elle répond « Comme médecin je pourrais aller m'installer n'importe où, et cela me plait bien ! »  Aussi s'inscrit-elle à l'École de médecine de Fort Wayne (devenue l'Indiana University School of Medicine (en)) pour recevoir un enseignement scientifique complémentaire afin de pouvoir être admise à la Michigan Medicine (en) de l'université du Michigan. Elle y obtient  son diplôme de doctorat de médecine en 1893,,,,,.

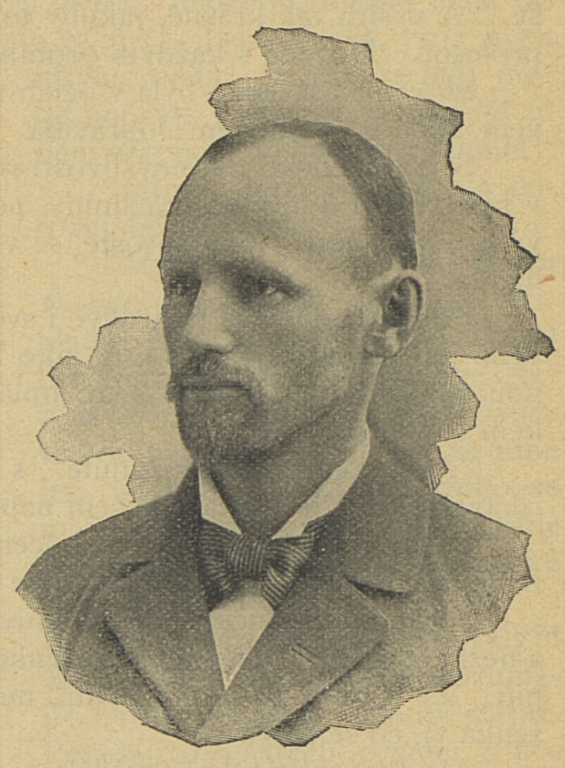
Frederick George Novy en 1903.

En 1893, Alice Hamilton qui désire pratiquer la médecine hospitalière se heurte au peu d'opportunités d'emplois offertes aux femmes médecins ; les places disponibles de médecins hospitaliers qui sont ouvertes aux femmes le sont seulement au sein d'hôpitaux spécialisés, soignant des femmes et des enfants ; c'est ainsi qu'elle commence sa carrière médicale à l’hôpital de Minneapolis pour les femmes et les enfants, le Abbott Northwestern Hospital (en) et le New England Hospital for Women and Children (en) de Roxbury. Elle y acquiert une compétence que peu de ses confères et consœurs ont, ce qui lui permet d’être recrutée par l'université du Michigan à Ann Arbor pour travailler comme assistante auprès de George Dock qui avait la réputation d'être un maître austère, avant de devenir assistante de recherche au laboratoire de bactériologie dirigée par Frederick George Novy (en),,.

#### Formations complémentaire et les obstacles à franchir

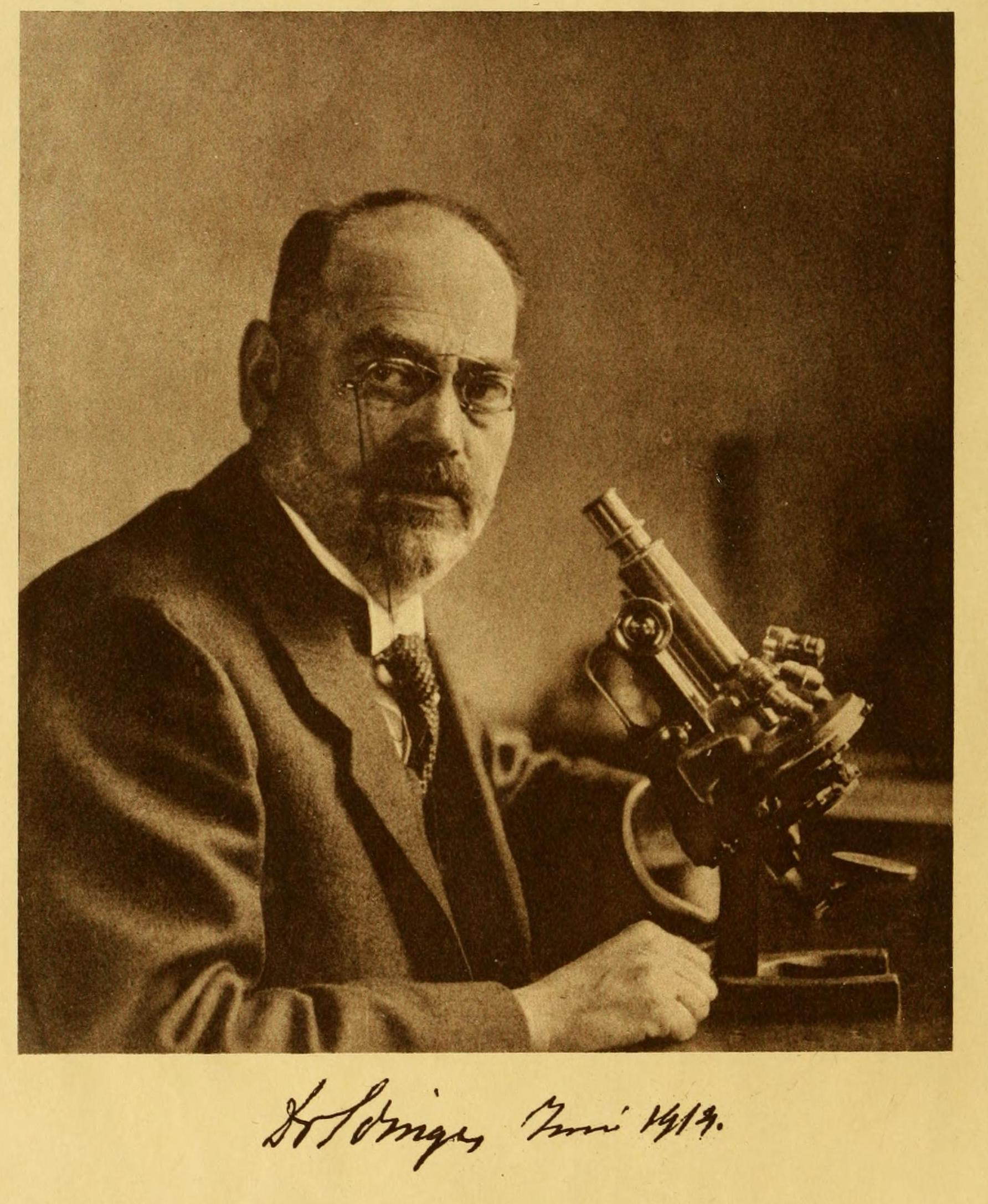
Ludwig Edinger.

L'année d'après, Alice Hamilton embarque pour l'Europe avec sa sœur Edith Hamilton. Elle y étudie la microbiologie et la pathologie auprès des facultés de médecine de l'université Louis-et-Maximilien de Munich et de l'université de Leipzig jusqu'en 1897. Ces deux facultés étaient fermées aux femmes, mais ont toléré la présence d'Alice Hamilton parce qu'elle était étrangère et à condition qu'elle ne se fasse pas remarquer. À Berlin, elle a souhaité travailler avec les bactériologistes Paul Ehrlich et Robert Koch, mais aucun d'eux n'ont voulu la rencontrer, quant à Leipzig, les femmes n'étaient pas autorisées à assister aux autopsies cliniques ; à Munich, quand elle veut mener des études sur le rôle des leucocytes dans la lutte contre les infections, le professeur Hans Ernst August Buchner (en) lui interdit de mener les expériences nécessaires sur les animaux. En revanche, le professeur Karl Weigert l'a considérée comme son égal, lorsqu'elle a fait une vacation dans son laboratoire de Francfort, de même pour le professeur Ludwig Edinger qui deviendra son ami. Finalement, Alice Hamilton est déçue parce qu'elle n'a rien appris qu'elle ne connaisse déjà et elle est dégoûtée par le militarisme, l'antisémitisme et le mépris envers les femmes qui règnent dans l'Empire allemand,.
À son retour aux États-Unis, Alice Hamilton accomplit des études post-doctorales auprès de la Johns Hopkins School of Medicine de Baltimore dans l'État du Maryland, où elle travaille avec deux des plus grands chercheurs américains de l'époque William Welch et William Osler,,.
En 1897, une fois ses études terminées, elle part pour Chicago, où elle est embauchée en tant que professeure de pathologie et directrice des laboratoires d'histologie et de pathologie à la Northwestern University Woman's Medical School (en) dans le quartier de Streeterville, situé dans le secteur de Near North Side à Chicago,,.

### Carrière

#### La résidente de la Hull House

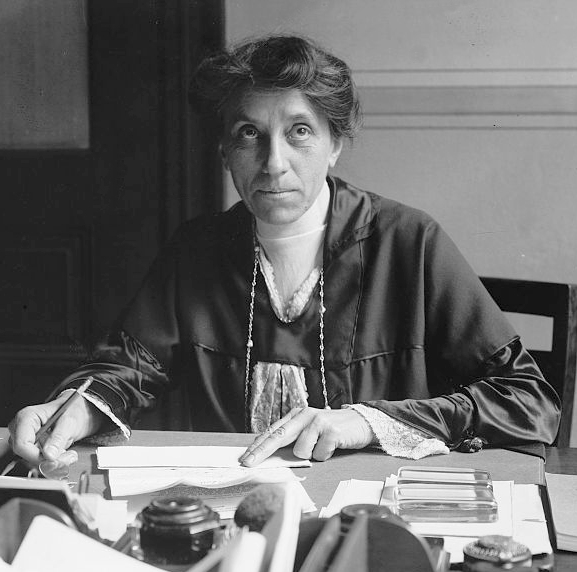
Julia Lathrop

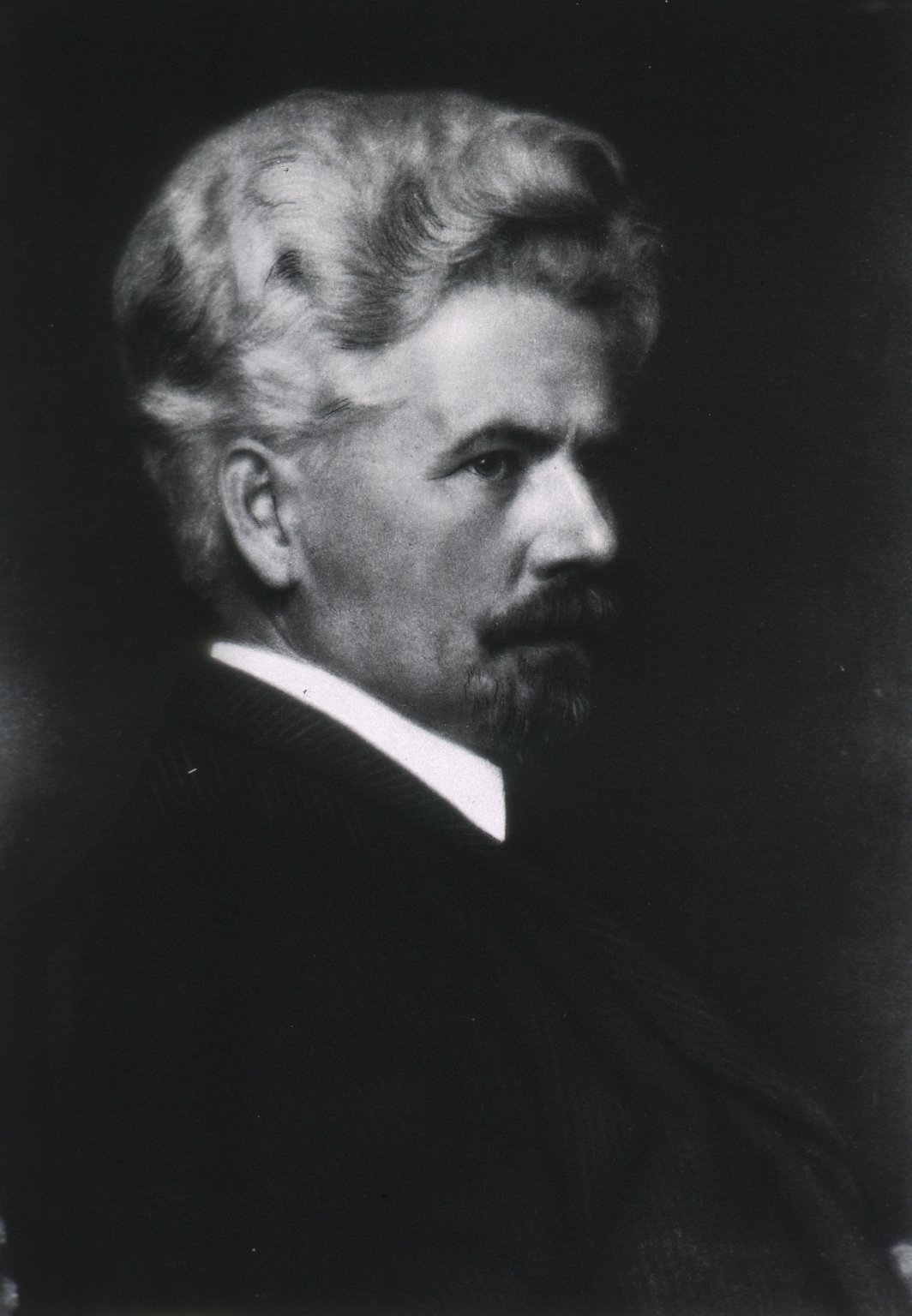
Henry Herbert Donaldson.

Peu de temps après avoir déménagé à Chicago, Alice Hamilton réalise un projet qu'elle avait depuis longtemps, elle devient dès 1897, membre résident de la Hull House, un centre d'œuvres sociales fondé par les réformatrices sociales Jane Addams et Ellen Gates Starr. Ce choix la plonge dans le monde de la pauvreté, du syndicalisme, des revendications sociales bien loin du monde feutré et protecteur de Fort Wayne. La première année de son séjour est marquée par la mobilisation de Jane Addams pour éliminer du conseil municipal de Chicago John Powers (alderman) (en), personnalité qui a mis en place un système de corruption pour asseoir un clientélisme et empêchant toute réforme sociale,. Cette mobilisation plonge Alice Hamilton dans la réalité socio-politique de Chicago et de sa population durablement divisée depuis le massacre de Haymarket Square. Puis, Alice Hamilton cherche sa place, grâce à ses entretiens avec Jane Addams, Florence Kelley, Julia Lathrop, elle va s'intégrer en utilisant ses compétences propres, elle ouvre une clinique pour nourrissons et enfants, visite à domicile les enfants malades, conseille également les mères quant à l'hygiène alimentaire et les soins à donner à leurs enfants. Alice Hamilton, amène régulièrement des échantillons alimentaires à son laboratoire de la Northwestern University Woman's Medical School  Elle découvre également les risques sanitaires liés aux conditions de travail des ouvriers et comprend leurs revendications à ce sujet, n'hésitant point à les rejoindre lors de piquets de grève. Pour parfaire ses connaissances médicales, en 1899, elle s'inscrit à l'université de Chicago pour suivre les cours de Henry Herbert Donaldson, un des pionniers de la neurologie, cela fin de découvrir comment des agents toxiques peuvent atteindre le cerveau. Face aux maladies infantiles qu'elle découvre, étudie, maladies liées à la pauvreté, elle se sent désespérée et inutile et demande à quitter la Hull House, après 3 ans de présence, départ, qui pour elle, n'a rien de définitif, elle y fera des séjours réguliers pour y apporter son expertise de médecin du travail. Devançant la fermeture de la Northwestern University Woman's Medical School, Alice Hamilton écrit plusieurs articles pour le Reference handbook of the medical sciences édité par Albert H. Buck et tient des conférences auprès de l'American Association of Pathologists and Bacteriologists (en) ce qui lui donne une notoriété et lui permet d'enseigner au Rush Medical College et devenir la doyenne du département de l'enseignement à destination des femmes de l'université du Michigan,,,.

#### Le Memorial Institute for Infectious Diseases de Chicago

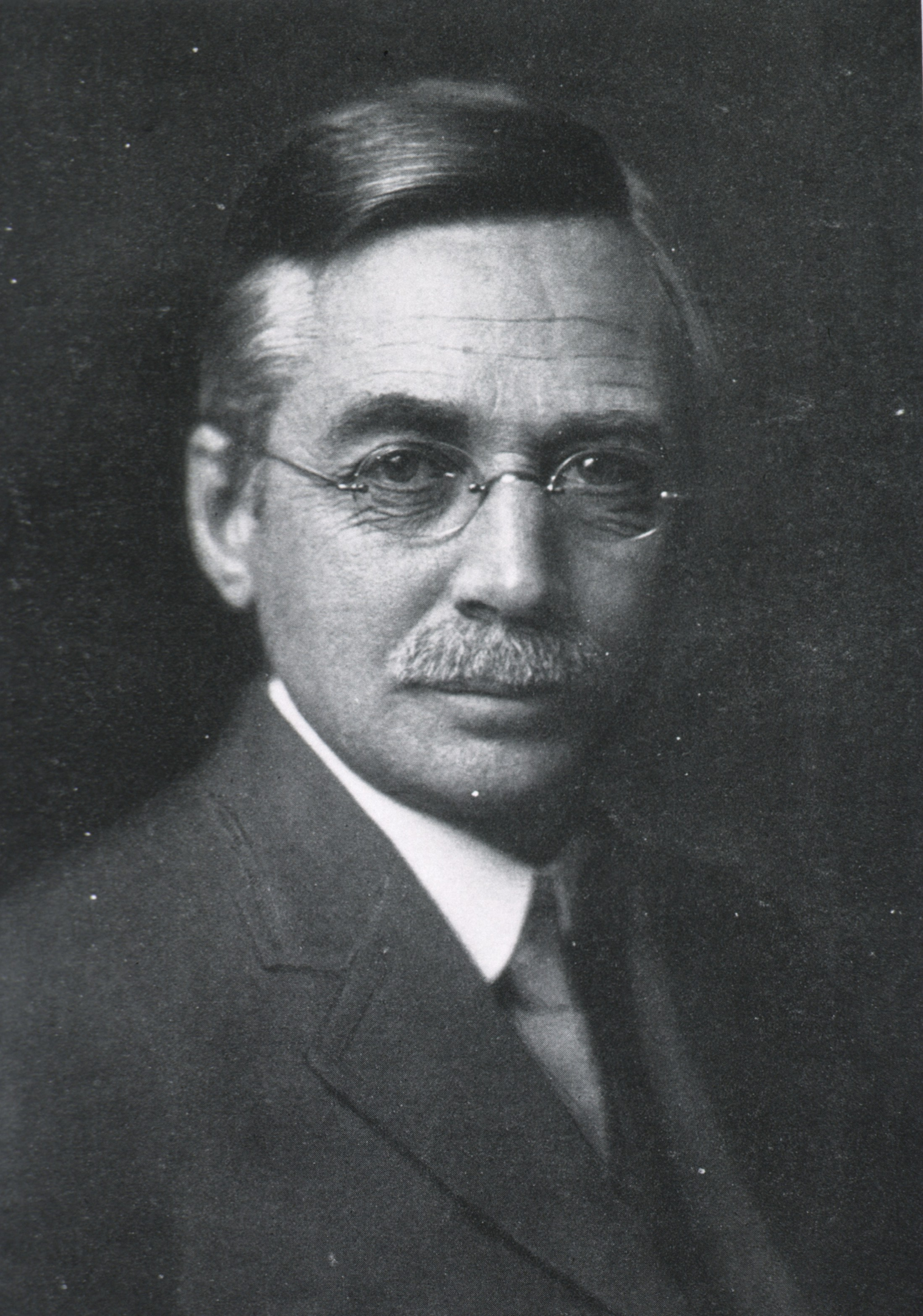
Ludvig Hektoen

##### Les travaux sur la fièvre typhoïde
En 1902, Alice Hamilton accepte l'offre de bactériologiste que lui propose le Memorial Institute for Infectious Diseases de Chicago qui vient d'ouvrir ses portes. Grâce au directeur de l'institut Ludvig Hektoen (en),, Alice Hamilton peut partir étudier auprès de l'Institut Pasteur de Paris durant l'été 1903. De retour, grâce à son séjour parisien, elle fait partie de la pointe de la recherche en matière de bactériologie et pathologie du Memorial Institute for Infectious Diseases, recherche supervisée par Ludwig Hektoen. Par ses compétences acquises, Alice Hamilton est reconnue par les chercheurs de Chicago. Elle publie différents articles pour le Journal of Infectious Diseases, dirigé par Ludwig Hektoen. Elle mène des travaux sur l'épidémie de fièvre typhoïde qui a frappé Chicago à la fin de 1902, enquête qui lie son poste de chercheuse aux résidents de Hull House dont l'entourage a été victime de cette épidémie. Son enquête montre la corrélation avec le traitement des eaux usées, l'état des plomberies des sanitaires et le choléra. La grande majorité des cas est située dans des zones de la ville où le traitement des eaux usées est défaillant. Elle montre aussi le rôle des mouches pour la propagation de l'épidémie. Ses diverses hypothèses ont été confirmées par les laboratoires du Memorial Institute for Infectious Diseases. Alice Hamilton présente le fruit de ses recherches auprès de la Chicago Medical Society (en) en 1903, pour enfin les publier au sein du Journal of the American Medical Association,.

##### La lutte contre la drogue
En 1904, alertée par des résidents de la Hull House sur augmentation des personnes en situation d'addiction à la cocaïne, Alice Hamilton se lance dans une lutte contre la consommation de cocaïne, elle mène plusieurs démarches auprès de l'Assemblée générale de l'Illinois pour augmenter les amendes infligées aux  vendeurs de cocaïne et plus généralement pour tous les vendeurs de drogues. Sur ses recommandations, en 1907, l'Assemblée générale de l'Illinois vote une loi punissant les vendeurs de drogues à une amende de 1 000 $ assortie ou non d'une peine d'emprisonnement. Mais dans la pratique des avocats ont réussi à rendre la loi inapplicable et inefficace. Depuis cet échec, Alice Hamilton a perdu la confiance envers le système judiciaire américain.

##### La lutte contre la tuberculose
De 1903 à 1908, Alice Hamilton concourt à l'organisation de la Commission sur la prévention de la tuberculose à destination de la Visiting nurse association (en) (Association des infirmières à domicile) dont elle devient la secrétaire. Après des études épidémiologiques, elle sort en 1906 une étude qui montre la corrélation entre les bas salaires, des habitats insalubres, des conditions de travail épuisantes et la tuberculose. En septembre 1908, Alice Hamilton publie un rapport entre le travail à la pièces et l'incidence sur la tuberculose comme facteur prédisposant.

##### Les premiers travaux sur les maladies industrielles

Thomas Oliver.

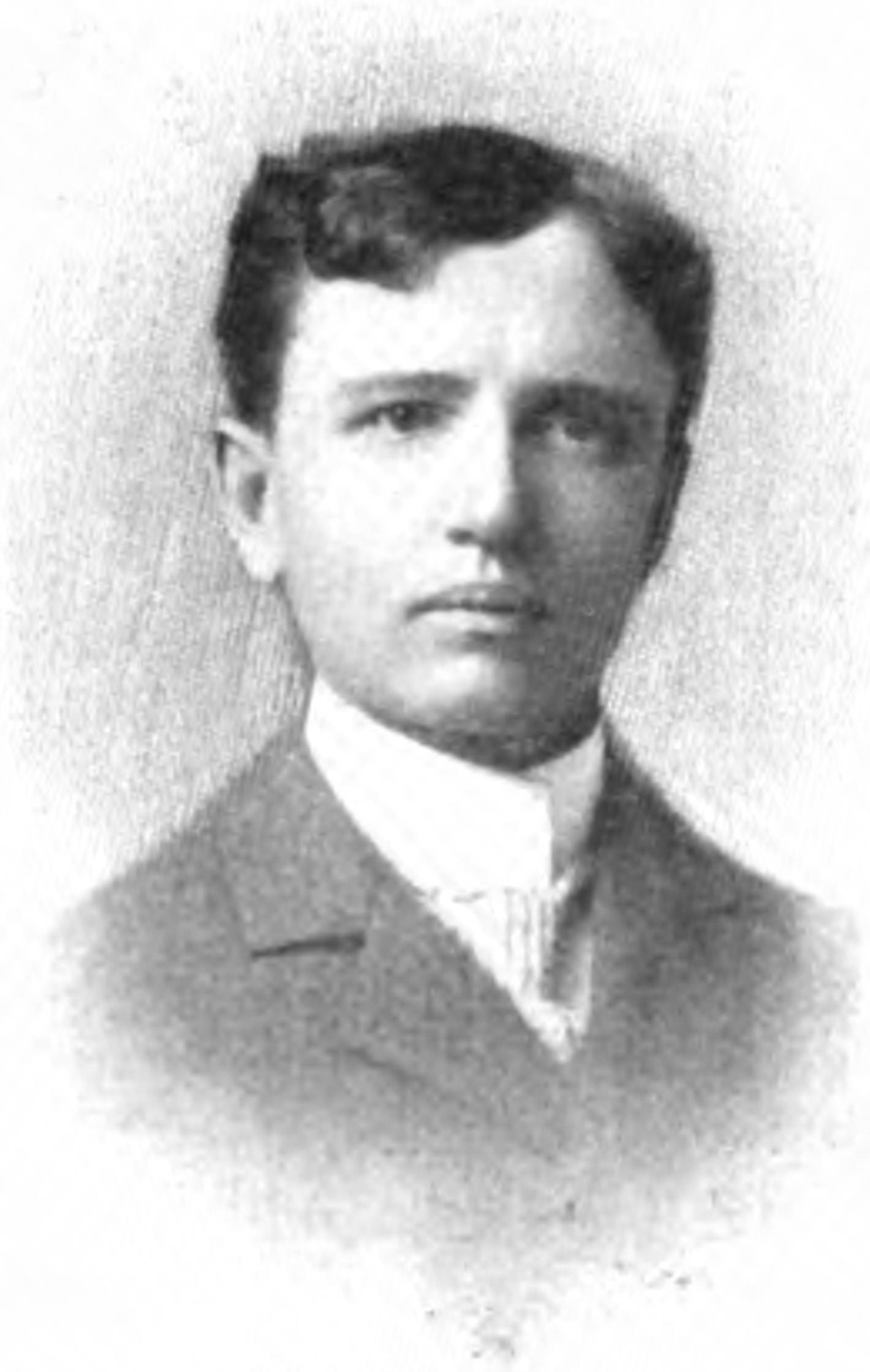
John R Commons.

En 1907, un article de Thomas Oliver (physician) (en) intitulé Dangerous trades (« Les métiers dangereux ») attire son attention sur les maladies liées au travail dans le milieu industriel. Elle est surprise par ce mépris de la vie humaine qui accepte que les ouvriers puissent être empoisonnés en faisant leur travail. D'autant plus que contrairement à l'Allemagne ou à la Grande Bretagne, il n'existe aucune inspection du travail pour contrôler les conditions d’hygiène et de sécurité aux États-Unis. Il n'y a aucune loi de prévention, peu d'articles  et aucuns travaux médicaux sur le sujet. En 1908, elle publie son premier article sur les maladies industrielles afin d'alerter l'opinion américaine sur l'urgence des enjeux, de prendre des mesures adéquates et d'arrêter de « sacrifier la vie et la santé »,,,.
Cet article, qui est l'un des premiers publiés aux États-Unis sur les risques des maladies industrielles, attire l'attention de l'American Association for Labor Legislation (en) (AALL). Elle est contactée par l'économiste John Rogers Commons secrétaire général de l'AALL qui lui demande des conseils pour mettre en œuvre un processus visant l'adoption de lois protégeant les ouvriers des risques industriels, puis un après par l'intermédiaire de son assistante Irene Osgood Andrews (en), il lui propose de rédiger un document pour introduire une loi sur la prévention des empoisonnements dans le milieu industriel ; ce à quoi Alice Hamilton lui répond qu'elle n'a pas « la plume rapide », Irene Osgood Andrews lui propose alors de mener une enquête sur l'Ostéonécrose du maxillaire plus connue sous le terme familier de Phossy jaw (nécrose phosphorée de la mâchoire) chez les ouvriers des manufactures d’allumettes.
John Bertram Andrews (en), le nouveau secrétaire général de l'AALL, reprend sous sa supervision les enquêtes d'Alice Hamilton sur le Phossy jaw (nécrose phosphorée de la mâchoire), et les étend sur les 15 manufactures d’allumettes sur les 16 existantes sur le territoire américain. Cette enquête documente 150 cas de maladies dues à l'exposition au phosphore, dont 4 ont conduit à la mort d'ouvriers. Le rapport est publié en 1910 et, en 1912, est promulgué le White Phosphorus Act qui interdit l'exportation comme l'importation du phosphore blanc,.

#### La nomination à la commission des maladies professionnelles de l’Illinois

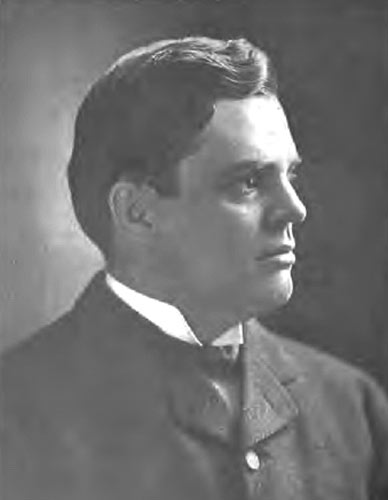
Charles Deneen, gouverneur de l'Illinois.

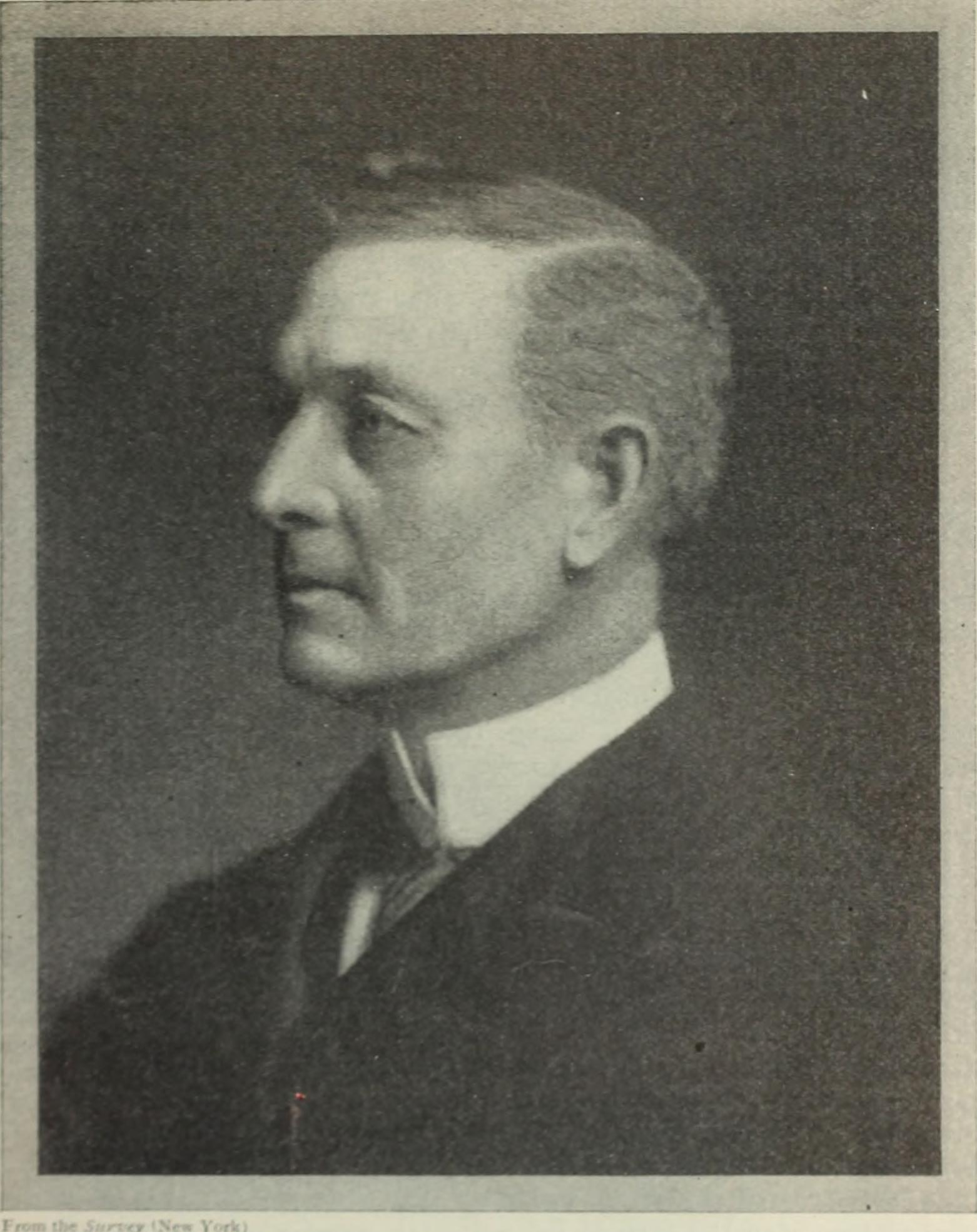
Charles Richmond Henderson.

En 1908, le gouverneur de l'Illinois, Charles Deneen qui veut mener des réformes, fonde la Commission on occupational diseases (« Commission des maladies professionnelles »), parmi les huit membres du directoire, il y a Ludwig Hektoen et Charles Richmond Henderson (en), ce dernier ayant pris connaissance des articles d'Alice Hamilton la recommande auprès de Charles Deneen pour qu'elle puisse siéger au directoire de la commission. Ce qui est fait. En 1909, la commission publie un rapport établissant la liste des industries de l'Illinois où les ouvriers sont exposés à des risques toxiques,.
À la suite de ce rapport, en mars 1910, Alice Hamilton  accepte le poste de responsable des enquêtes sur les risques encourus par l'utilisation de substances dangereuses par les industries de l'Illinois. Pour ne pas se disperser, elle doit se concentrer sur des faits avérés et démontrables. Elle établit un laboratoire technique qui permet d'établir scientifiquement les risques et accidents décelés par des rapports d'inspection. Son équipe mène des enquêtes dans les hôpitaux, les domiciles des ouvriers infectés ; c'est ainsi que seront identifiés 77 procédés industriels dangereux qui ont empoisonné 578 ouvriers. Ces enquêtes sont rassemblées dans un rapport transmis au gouverneur en janvier 1911. Quelques mois plus tard, la législature de l'Illinois publie des lois et règlements d'utilisation de diverses substances dangereuses ; parmi ces dispositions réglementaires figure l'obligation de visites médicales mensuelles pour les ouvriers à risques,,..

#### La nomination auUnited States Bureau of Labor(«Bureau du travail des États-Unis»)
En 1911, Alice Hamilton accepte une nomination à l'United States Bureau of Labor (futur Département du Travail des États-Unis) au poste d'inspecteur général. elle commence son travail en coopération avec les syndicats. Dès 1916, Alice Hamilton devient une autorité en matière de médecine du travail et de toxicologie. Les rapports d'inspection de son service documentent les taux de mortalité et de morbidité élevés présents dans l’industrie du caoutchouc et des fabriques de munitions. Il s'avère que dans la majorité des cas, ces dangers sont liés à l'ignorance. Grâce  à l'exactitude et la rigueur de ses constats et préconisations, elle arrive à persuader les industriels à améliorer les procédures d'hygiène et de sécurité,.
Alice Hamilton utilise sa notoriété pour tirer la sonnette d'alarme, signaler que les victimes des accidents et maladies dans l'industrie sont des migrants de fraîches dates, et la classe des plus démunis. Bien qu'elle déteste les conflits et soit toujours dans une position favorisant le dialogue et le consensus entre les parties prenantes, mais quand un choix doit être pris, elle se tient toujours du côté des rebelles et des opprimés, fidèle à une ligne de conduite Fair but not too fair (« je suis impartiale mais pas trop impartiale »).

#### La Première Guerre mondiale et le pacifisme

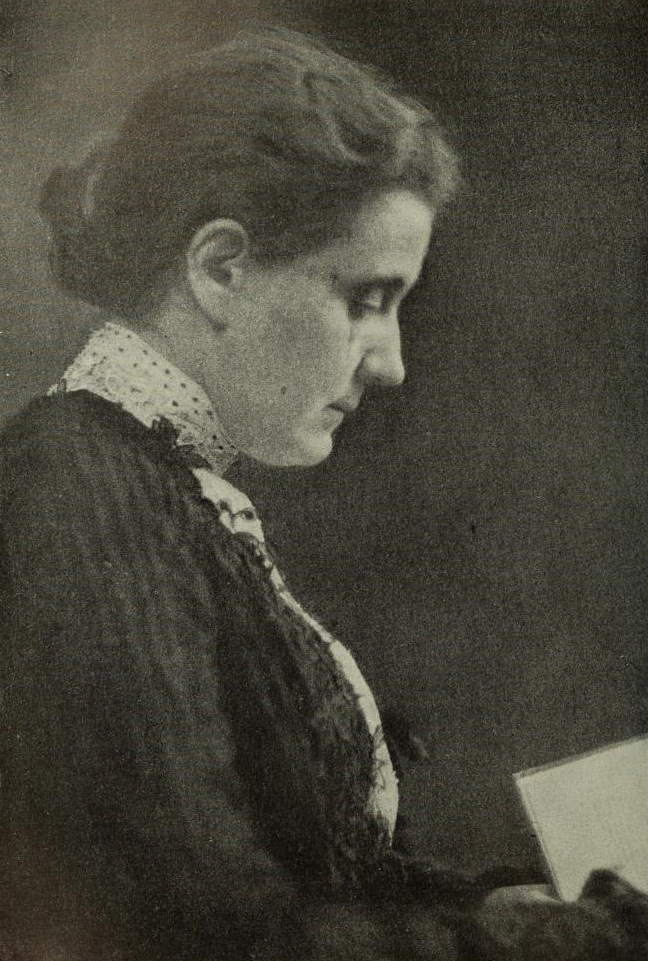
Jane Addams.

La Grande Guerre la rend pessimiste quant à l'avenir des réformes nécessaires. En avril 1915 Alice Hamilton se rend avec Jane Addams au Congrès international des femmes qui se tient à La Haye (Women at the Hague (en)) et qui s'est donné pour mission de présenter aux capitales des pays belligérants des propositions de paix. C'est dans ce cadre qu'Alice Hamilton visite la Belgique occupée par les armées de l'Empire allemand. Refusant de prendre parti pour la guerre comme légitime ou diabolique, elle devient pacifiste, ce qui lui permet d'échapper, selon ses dires, à des débats confus au sujet d'une guerre bonne ou mauvaise. De retour aux États-Unis, elle reprend ses investigations sur les industries d'armement,.
En 1919, Alice Hamilton après s'être rendue au deuxième Congrès international des femmes qui se tient à Zurich visite l'Allemagne ravagée par la famine ; c'est pour elle l'une des expériences les plus pénibles de sa vie. Comme d'autres, elle se rend compte que le traité de Versailles contient les germes d'un futur conflit. À ce qu'elle appelle la « Ligue des Vainqueurs », elle préfère le pacte de la Société des Nations qui promeut les quatorze points de Wilson. C'est dans cette vision que se crée la Ligue internationale des femmes pour la paix et la liberté à laquelle participe Alice Hamilton,.

#### La professeure de médecine industrielle

##### La faculté de médecine de Harvard
De retour aux États-Unis, en mars 1919, le doyen de la Harvard Medical School, David L. Edsall, lui propose un poste de maître assistant en médecine industrielle. Alice Hamilton accepte la proposition à condition qu'elle puisse avoir du temps pour continuer ses recherches ; David L. Edsall se met d'accord avec elle. C'est ainsi qu'en septembre 1919, Alice Hamilton devient la première femme à occuper un poste de professeur à l'université Harvard. Elle donne des cours sur l'analyse des substances dangereuses dans l'industrie auprès d'une vingtaine d'étudiants, elle leur rappelle que les ouvriers victimes des substances toxiques sont des personnes réelles et pas simplement des statistiques. Des étudiants étrangers sont envoyés par leur gouvernement, pour fonder à leur retour des services de santé publique. Elle participe au développement de la médecine industrielle au sein de la Harvard Medical School, aussi bien par l'obtention de fonds pour financer des recherches que par ses articles parus dans le Journal of Industrial Hygiene,,,,.

##### La faculté de santé publique de Harvard
En 1925, les cours de santé publique prenant de l'importance, il est créé une faculté distincte la Harvard T.H. Chan School of Public Health (en) (faculté de santé publique de Harvard), indépendante vis-à-vis de la Harvard Medical School. Alice Hamilton y est transférée,.

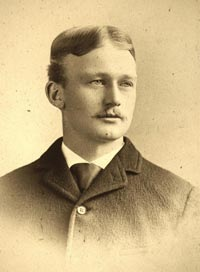
Ernest Amory Codman.

Quand Alice Hamilton apprend que la jeune république d'Allemagne n'est plus en état de payer ses importations de nourriture, elle tient une conférence à Boston pour dénoncer avec véhémence le blocus alimentaire. Elle dit ce qu'elle a pu constater en 1919 et réclame des fonds pour les donner à la banque alimentaire des Quakers. Ses propos scandalisent  le public, des participants fustigent  les quakers, les accusant d'être des pacifistes, des objecteurs de conscience, voire des pro-allemands et dans la foulée accusent Alice Hamilton d'être pro-germanique. Un clerc lui dit : « La guerre est peut être finie, mais les Allemands sont toujours nos ennemis », ce à quoi elle réplique : « En tant que chrétiens nous devons nourrir les affamés ». Quand Alice Hamilton retourne à Harvard, elle apprend que sa sympathie envers les enfants allemands qui meurent de faim coûte une fortune à l'université, des donateurs refusant de participer au fonctionnement de la Harvard School of Public Health tant qu'une pro-germanique continuera à y professer ; certains demandent sa démission mais le doyen David L. Edsall s'y refuse et prend sa défense au nom de la liberté de penser.
Dans son réquisitoire en faveur des enfants qui meurent de faim en Allemagne, Alice Hamilton reçoit le soutien de son confrère Ernest Amory Codman (en), et de son épouse Katherine Codman. Les époux Codman deviennent des amis intimes d'Alice Hamilton, partageant leur combat pour les réformes sociales et un sens de l'humour qui leur permet d'échapper aux épreuves.
Si des donateurs de la Harvard School of Public Health sont mécontents de la présence d'Alice Hamilton, en revanche, M. Hammar, l'un des dirigeants de l'Institut du plomb, commande des recherches sur les effets toxiques du plomb, programme prévu pour une durée de 3 ans qui sera dirigé par Alice Hamilton. Ce dirigeant se rappelait de l'aide que lui avait fourni Alice Hamilton en 1910 pour protéger les ouvriers de sa fabrique de céruse.
Ultérieurement, Alice Hamilton et son équipe mènent des recherches, entre autres, sur la toxicité du dioxyde de carbone, du mercure et de leurs dérivés. En plus des recherches en laboratoire, elle et ses assistants se rendent régulièrement sur le terrain pour interviewer les ouvriers concernés, quitte à braver la méfiance des patrons, voire leur hostilité. Elle fait également des voyages aussi bien à l’intérieur des États-Unis qu'en Europe pour faire des comparaisons entre les diverses mesures prise en matière d'hygiène et de sécurité. Elle consigne ses observations dans des carnets pour les exploiter et proposer des protocoles de sécurité aux instances publiques ou pour écrire des articles dans des revues spécialisées.
En 1925, Alice Hamilton rédige son œuvre majeure Industrial Poisons in the United States, lors de vacances passées dans la nouvelle résidence qu'elle et ses sœurs ont acheté à Hadlyme.

#### L'affaire Sacco et Vanzetti

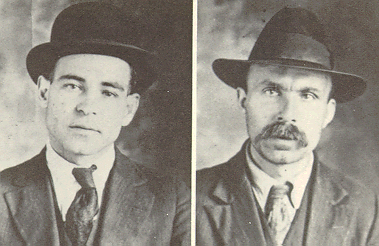
Sacco et Vanzetti.

En 1921, son amie Katherine Codman la met au courant du procès concernant Sacco et Vanzetti, deux migrants fraîchement venus de leur Italie natale arrêtés pour vols et meurtres à Braintree dans l'État du Massachusetts. C'est un procès qui divise l'opinion entre ceux qui doutent de la culpabilité de Sacco et Vanzetti et ceux qui n'en doutent point. Les débats entraînent un long procès qui va durer pendant sept ans jusqu'à son dénouement tragique, l’exécution des deux inculpés sur la chaise électrique. Alice Hamilton va étudier les  différents comptes rendus d'audience du procès et se montre dubitative quant à la fragilité des preuves et témoignages à charge retenus par Frederick G. Katzmann (en), le procureur de district.

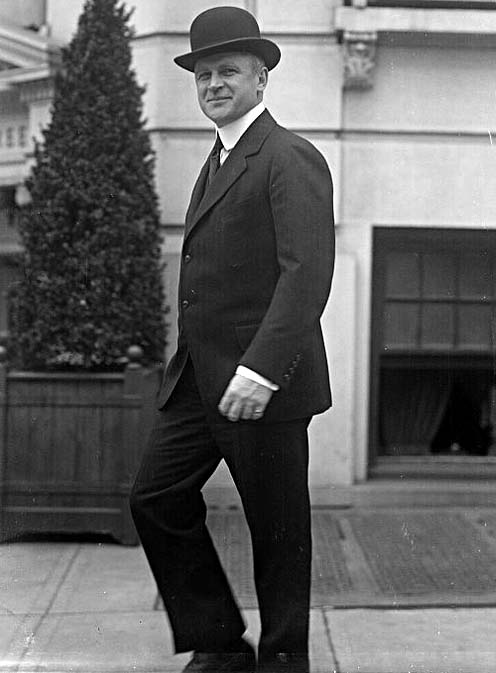
Le gouverneur Alvan Fuller.

Il lui apparaît de plus en plus que ce sont les appartenances politiques de Sacco et Vanzetti qui sont la raison d'un procès uniquement à charge. Alice Hamilton confie à son amie  Katherine Codman qu'elle ne sait pas si Sacco et Vanzetti sont coupables ou non, mais : « Je suis absolument certaine d'une chose, ces deux personnes n'ont pas eu un procès juste et équitable. Un nouveau procès doit avoir lieu et je ferais tout ce qui est en mon pouvoir pour que cela arrive » .
En novembre 1925, un criminel, Celestino Madeiros, déjà condamné à mort dans une autre affaire, avoue de sa prison être l'auteur, avec des membres du gang Morelli, des crimes de South Braintree, et fournit des preuves. On peut espérer une réouverture du dossier mais le juge Webster Thayer (en) s'y refuse. Alice Hamilton, apprenant cela, se joint à une mobilisation et signe une pétition envoyée au gouverneur Alvan T. Fuller pour faire reporter l'exécution de Sacco et Vanzetti. Les dernières pièces sont examinées par la Commission Lowell, présidée par Abbott Lawrence Lowell, avec deux autres juges. Après trois semaines d'examen et d'audition des témoins, la commission rend son délibéré : le procès est jugé équitable, ce qui permet au gouverneur Fuller de relancer la procédure exécution. Alice Hamilton et sa sœur Margaret Hamilton (en) rejoignent un groupe d'opposants à l'exécution la veille de la date prévue. Ils obtiennent une audience ; à la sortie, Alice Hamilton déclare qu'il n'y a aucun espoir. Sacco et Vanzetti sont exécutés dans la nuit du 22 au 23 août 1927,,,.
Après l'exécution de Sacco et Vanzetti, Alice Hamilton veut tenir une conférence à Boston en mémoire des deux condamnés, mais l’auditorium prévu se décommande. Elle écrit une lettre ouverte dans un journal de Boston titrée What have Boston Citizens to Fear ? (« Qu’ont à craindre les citoyens de Boston ? ») dans laquelle elle dénonce le refus de tous les lieux de Boston, théâtre, églises, salle de conférences à accepter des interventions du comité commémoratif « Sacco et Vanzetti ». Avec des membres du comité commémoratif comme Gertrude Winslow et le professeur Morris Cohen, Alice Hamilton intervient dans une conférence qui se tient à New York, où faisant référence à ses 22 années passées à la Hull house, elle comprend les déconvenues des Italo-Américains, qui font trop souvent l'expérience de discriminations ; elle termine sa prise de parole en espérant que cette exécution puisse être l'occasion de prises de conscience et de nouvelles réformes.

#### La Société des Nations

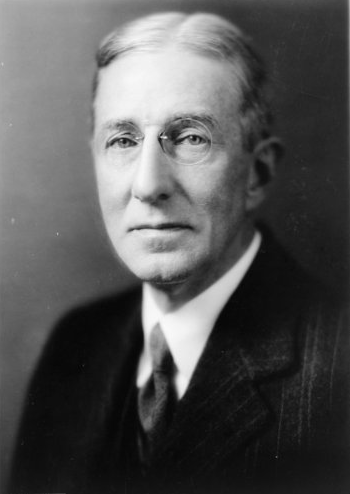
Hugh S. Cummings.

En 1924, alors que les controverses au sujet de l'affaire Sacco et Vanzetti font rage, Alice Hamilton fait partie des deux médecins américains à être nommés à la Commission de la santé de la Société des Nations avec son confrère le chirurgien Hugh S. Cummings,,.
Pendant son mandat, elle est invitée par la service de la santé publique de l'Union des républiques socialistes soviétiques (URSS) pour qu'elle vienne voir sur place ce qu'il faudrait faire en matière de médecine industrielle. Bien que les États-Unis n'aient pas établi de relations diplomatiques avec la jeune URSS, Alice Hamilton s'y rend. Ce voyage conforte sa conviction, la santé et plus spécialement la médecine du travail est un problème international qui touche tous les pays. Quel que soit le pays, il doit accepter des réformes sociales en la matière, fondées sur des valeurs humanistes, même si cela dérange des pays aux économies libérales.
Après avoir obtenu un visa auprès d'une ambassade soviétique en Europe, elle part avec trois collègues en URSS en passant par Varsovie, où un médecin lui indique qu'elle trouvera sur place des Quakers qui pourront la guider. Elle arrive au mois d'octobre 1924 à Moscou. Alice Hamilton découvre un pays dans le chaos, et doit faire face à une bureaucratie qui ne prend aucune décision sans l'aval du Parti communiste ; en échangeant avec des membres du parti, elle ne peut plus supporter ces personnes qui mettent l'idéologie au-dessus de leurs jugements personnels, mais de l'autre côté elle découvre l'Institut Obuch qui est le premier hôpital entièrement destiné aux maladies professionnelles et qui en plus de 75 lits possède cinq laboratoires et 13 médecins à temps complets. Institut qui a planifié un programme qui permettra à chaque travailleur de passer une visite médicale avant l'embauche dans une usine. Elle prend connaissance de l'existence des 18 dispensaires de Moscou, qui luttent contre la tuberculose en soignant les personnes atteintes par une hygiène alimentaire et des soins d'hygiène générale, ce qui leur permet de continuer à travailler, mais si leur état le réclame, ils ont un arrêt de travail et sont mis en observation. Alice Hamilton préfère cette approche plutôt que de laisser les malades dans des sanatoriums. Elle admire également le musée d'hygiène et de la sécurité de Moscou où sont exposés tous les cas possibles d'accidents de travail et les préventions à prendre. Au bout d'un mois, Alice Hamilton quitte la jeune URSS avec un sentiment mitigé, d'un côté elle ne supportait plus l'atmosphère étouffante du Parti où toute dissidence est criminalisée et de l'autre, elle estime que sur le plan de la médecine du travail, les Soviétiques ont beaucoup à faire apprendre aux autres pays et notamment les Américains, qu'ils n'ont rien à craindre. Avis qui provoque la désapprobation, ce à quoi Alice Hamilton répond qu’elle n'est pas venue en URSS pour juger le système soviétique, son idéologie, mais pour rapporter ce qu'elle a vu, et en quoi énoncer des faits favorables à Russie serait un crime, ?

#### La Commission présidentielle de suivi des tendances sociales.
En mars 1930, le président Herbert Hoover nomme Alice Hamilton  à la President's Committee On Social Trends (« Commission présidentielle de suivi des tendances sociales »), groupe composé de divers spécialistes des questions sociales qui ont pour mission d'observer les phénomènes sociaux. Cette commission est composée de cinq hommes, dont les sociologues William Fielding Ogburn (en) et William Fielding Ogburn (en) et l'économiste Leo Wolman (en), Alice Hamilton est la seule femme présente sur les recommandations d'Herbert Hoover lui-même. Alice Hamilton prend ses distances vis-à-vis de ses collègues qui font des analyses statistiques, passion de la quantification qu'elle ne partage pas du tout. Sa contribution générale est la rédaction des préliminaires aux divers chapitres du rapport final qui est rendu au président Hoover en 1932. Sur les 35 chapitres du rapport, Alice Hamilton a  rédigé les différentes parties concernant les femmes, la santé et la politique nationale de prévention sanitaire,.

#### L'hommage à Jane Addams
En 1935, Alice Hamilton prend sa retraite de professeure à Harvard. En mai 1935 elle se rend à Washington (district de Columbia) où se célèbrent le XXème anniversaire de la fondation de la Ligue internationale des femmes pour la paix et la liberté et le travail de sa présidente Jane Addams. La cérémonie se tient à la Maison-Blanche sous les auspices de la Première dame Eleanor Roosevelt. Alice Hamilton y prend la parole pour rappeler le travail de la Ligue et de sa présidente.
Peu de temps après, Jane Addams tombe malade, victime d'une insuffisance rénale aiguë ; Alice Hamilton l'accompagne à l'hôpital et Jane Addams décède peu après, le 21 mai 1935, non seulement des suites de son insuffisance rénale mais aussi d'un cancer incurable. Alice Hamilton veille son corps jusqu’à son inhumation au cimetière de Cedarville dans l'État de l'Illinois, le 23 mai 1965,.

### La retraite

#### L'industrie de la rayonne

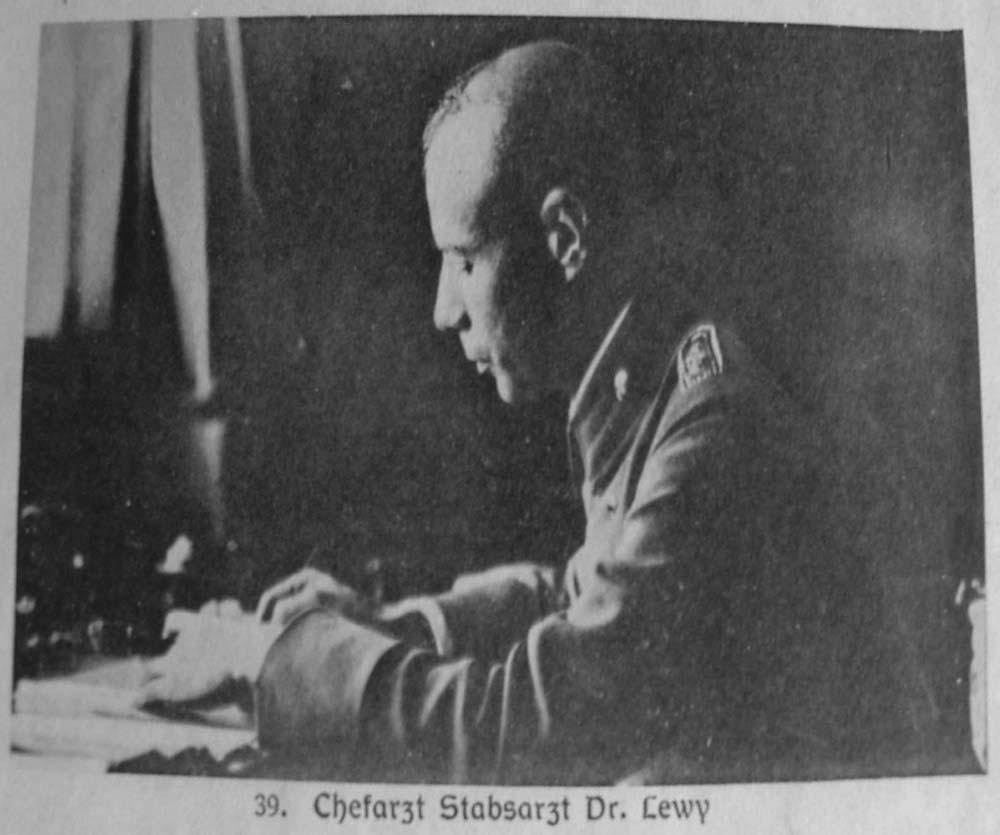
Friedrich Heinrich Lewy.

Frances Perkins.

Alice Hamilton, bien qu'à la retraite continue ses études sur les dangers toxiques industriels, notamment sur l'utilisation de la rayonne ou viscose utilisée dans l'industrie du textile. Déjà le 11 mars 1933, une infirmière lui avait envoyé une télégramme avec le texte suivant Epidemic of insanity has broken out in rayon plant ]...[ can you help (« Une épidémie de maladies mentales a éclaté dans les usines fabriquant de la rayonne ]...[ pouvez-vous nous aider »), Alice Hamilton avait proposé ses services, en expliquant les dangers du disulfure de carbone utilisé dans la fabrication de la rayonne, mais sa réponse fut restée sans réponse. Alice Hamilton profite de sa retraite pour alerter les autorités des dangers liés à la fabrication de la rayonne. Ses efforts restants sans effets elle s'adresse à Frances Perkins, secrétaire au Travail nommée par le président Franklin Delano Roosevelt en 1933, cette dernière soutient Alice Hamilton en la nommant au département du Travail comme consultante auprès de la Division of Labor Standards (« Division des normes du travail ») pour qu'elle puisse continuer ses recherches sur les risques industriels. Elle commence ses investigations en Pennsylvanie avec l'aide de huit médecins, dont l'expert Friedrich Heinrich Lewy qui a fui l'Allemagne nazie, l’équipe constituée examinent 120 ouvriers qui ont travaillé dans deux usines de rayonne que Alice Hamilton va visiter pour chercher l'origine des empoisonnements par la viscose. L'équipe rend son rapport en 1936 à Frances Perkins qui le soumet au gouverneur de la Pennsylvanie, c'est le début de lois visant à indemniser les victimes. En 1937, elle conforte les résultats de son rapport en donnant des conférences sur la toxicologie en milieu industriel à la Woman's Medical College of Pennsylvania. Le premier rapport de la Pennsylvanie va être complété par neuf autres rapports supervisés par Alice Hamilton dans neuf autres États, aboutissant à un rapport fédéral publié en 1940 sous le titre de Occupational Poisoning in the Viscose Rayon Industry,,,.

#### La juste guerre contre le nazisme
À la fin de l'année 1938, Alice Hamilton se rend à Francfort sur le Main pour prendre la parole à une conférence internationale des médecins du travail. Elle découvre l'absence de médecins tchèques, russes ou juifs et qu'elle est la seule femme présente, la majorité des médecins présents sont des Allemands ou des Italiens. Elle découvre une Allemagne nazie qui n'a rien à voir l’Allemagne qu'elle avait connue. Lorsque la Pologne est envahie par la Wehrmacht, sa foi pacifiste est ébranlée, et quand les États-Unis entrent dans le conflit, elle s'en réjouit.

#### Les derniers engagements et les honneurs
Sur la demande de Frances Perkins, Alice Hamilton intervient pour participer à une conférence sur la silicose à Joplin dans l'État du Missouri, et pour y mener des recherches sur le terrain, problématique qu'elle connaissait avoir l'avoir étudiée 28 ans auparavant dans les mines de Joplin. Elle s'y rend accompagnée par sa sœur Norah Hamilton (en). Constatant que rien n'a changé, elle lui dit avec humour : « Norah, il y a un pas vers le progrès qui a été franchi ici, l'homme qui va de maison en maison utilise un camion au lieu d'une charrette tirée par un cheval ! ». Elles rencontrent Tony MacTeer, le directeur local de l'United Mine Workers of America, rivale du Congress of Industrial Organizations (CIO), et les échanges sont fructueux ; après avoir recueilli les doléances des mineurs, Alice Hamilton transmet son rapport à Frances Perkins qui dans la foulée crée une commission de surveillance sur la mise place des opérations de prévention de la silicose et de la tuberculose dans le district de Joplin.

### La fin
Alice Hamilton meurt de vieillesse à l'âge de 101 ans, le 22 septembre 1970 dans son domicile de Hadlyme dans le Connecticut,.

## Œuvres

### Traités, manuels et directives
- Lead Poisoning in Potteries, Tile Works, and Porcelain enameled Sanitary Ware Factories, Washington, Governement Printing Office, 1912, 104 p. (lire en ligne),
- Hygiene of the Printing Trades, Washington, Governement Printing Office, 13 mai 1913, 76 p. (ISBN 9781397174512, lire en ligne),
- Lead Poisoning in the Smelting and Refining of Lead, Washington, Governement Printing Office, 17 février 1914, 132 p. (ISBN 9781332267583, lire en ligne),
- Lead Poisoning in the Smelting and Refining of Lead, Washington, Governement Printing Office, 13 décembre 1914, 62 p. (ISBN 9781332267583, lire en ligne),
- Alice Hamilton, Jane Addams,  Emily Greene Balch, Women at the Hague; The International Congress of Women and Its Results, New York, Macmillan Company, 1915, 200 p. (ISBN 9780344946127, lire en ligne),
- Hygiene of the Printing Trades, Washington, Governement Printing Office, avril 1917, 134 p. (lire en ligne),
- Industrial Poisons used or produced in the Manufacture of Explosives, Washington, Governement Printing Office, mai 1917, 150 p. (OCLC 894469975, lire en ligne),
- Women in the Lead Industries, Washington, Governement Printing Office, février 1919, 46 p. (ISBN 9781332287314, lire en ligne),
- Industrial Poisoning in Making Coal-tar Dyes and Dye Intermediates, Washington, Governement Printing Office, avril 1921, 96 p. (OCLC 944499114, lire en ligne),
- Carbon-Monoxide Poisoning, Washington, Governement Printing Office, décembre 1921, 56 p. (OCLC 894469756, lire en ligne),
- Industrial Poisons in the United States, New York, Macmillan Co., 1925, 590 p. (LCCN 25-9271, lire en ligne),
- Recent Changes in the Painters' Trade, Washington, Governement Printing Office, 1936, 76 p. (OCLC 248078069, lire en ligne),
- Occupational Poisoning in the Viscose Rayon Industry, Washington, Governement Printing Office, 1940, 92 p. (OCLC 760174475, lire en ligne),
- Alice Hamilton &  Harriet L. Hardy, Industrial Toxicology, Boston (réimpr. 1983 aux éd. John Wright) (1re éd. 1974 aux éd. Mosby Elsevier Health Science), 454 p. (ISBN 9780723670278, lire en ligne),

### Autobiographie
- (en-US) Alice Hamilton, Exploring the Dangerous Trades: The Autobiography of Alice Hamilton, M.D., Boston,, Northeastern University Press, 28 décembre 1942, rééd. 15 octobre 1985, 476 p. (ISBN 9780930350819, lire en ligne),

### Articles scientifiques (sélection)
- « The Toxic Action of Scarlatinal and Pneumonic Sera on Paramœcia », The Journal of Infectious Diseases, vol. 1, no 2,‎ 19 mars 1904, p. 211-228 (18 pages) (lire en ligne ),
- « Pseudodiphtheria Bacilli as the Cause of Suppurative Otitis, Especially the Postscarlatinal », The Journal of Infectious Diseases, vol. 4, no 3,‎ 15 juin 1907, p. 326-332 (7 pages) (lire en ligne ),
- « Gonorrheal Vulvo-Vaginitis in Children: With Special Reference to an Epidemic Occurring in Scarlet-Fever Wards », The Journal of Infectious Diseases, vol. 5, no 2,‎ 30 mars 1908, p. 133-157 (25 pages) (lire en ligne ),
- « The Value of Opsonin Determinations in the Discovery of Typhoid Carriers », The Journal of Infectious Diseases, vol. 7, no 3,‎ 20 mai 1910, p. 393-410 (20 pages) (lire en ligne ),
- « Lead Poisoning in Illinois », The American Economic Review, vol. 1, no 2,‎ avril 1911, p. 257-264 (8 pages) (lire en ligne ),
- « Occupational Disease Clinic of New York Health Department », Monthly Review of the U.S. Bureau of Labor Statistics, vol. 1, no 5,‎ novembre 1915, p. 7-19 (13 pages) (lire en ligne ),
- « Industrial Poison Used in the Making of Explosives », Monthly Review of the U.S. Bureau of Labor Statistics, vol. 4, no 2,‎ février 1917, p. 177-198 (22 pages) (lire en ligne ),
- « Toxic Jaundice in Munition Workers », Monthly Review of the U.S. Bureau of Labor Statistics, vol. 5, no 2,‎ août 1917, p. 63-74 (12 pages) (lire en ligne ),
- « Dope Poisonning in the Making of Airplanes », Monthly Review of the U.S. Bureau of Labor Statistics, vol. 6, no 2,‎ février 1918, p. 37-64 (28 pages) (lire en ligne ),
- « Effect of the Air Hammer on the Hands of Stonecutters », Monthly Review of the U.S. Bureau of Labor Statistics, vol. 6, no 4,‎ avril 1918, p. 25-33 (9 pages) (lire en ligne ),
- « Industrial Poisons and Diseases », Monthly Review of the U.S. Bureau of Labor Statistics, vol. 6, no 5,‎ mai 1918, p. 237-256 (20 pages) (lire en ligne ),
- Alice Hamilton & T.M. Legge, « Industrial Hygiene and Poisons », Monthly Labor Review, vol. 7, no 3,‎ septembre 1918, p. 236-251 (16 pages) (lire en ligne )
- Alice Hamilton & Anna Baker Yates, « Industrial Poisons and Diseases », Monthly Labor Review, vol. 8, no 1,‎ janvier 1919, p. 248-277 (30 pages) (lire en ligne ),
- « Industrial Hygiene », Monthly Labor Review, vol. 8, no 7,‎ février 1919, p. 199-237 (39 pages) (lire en ligne ),
- « New Scientific Standards for Protection of Worker », Proceedings of the Academy of Political Science in the City of New York, vol. 8, no 2,‎ février 1919, p. 23-28 (6 pages) (lire en ligne ),
- « Industrial accident and Hygiene », Monthly Labor Review, vol. 9, no 1,‎ juillet 1919, p. 170-186 (17 pages) (lire en ligne ),
- « Healthy, Wealthy—if Wise—Industry », The American Scholar, vol. 7, no 1,‎ hiver 1938, p. 12-23 (12 pages) (lire en ligne ),
- coécrit avec L. C. Dunn & Carl O. Dunbar, « Science in the Soviet Union », Science & Society, vol. 8, no 1,‎ hiver 1944, p. 64-73 (10 pages) (lire en ligne ),
- coécrit avec Robert M. Stabler, « Aspergillosis, Trichomoniasis, and Drug Therapy in a Gyrfalcon », The Auk, vol. 71, no 2,‎ avril 1954, p. 205-208 (4 pages) (lire en ligne ),

## Archives
Les archives d'Alice Hamilton sont déposées et consultables à la bibliothèque Schlesinger de l'Institut Radcliffe pour les études avancées de l'Université Harvard.

## Prix et distinctions
- Sa réputation fait qu'en 1906, elle fait son entrée dans le répertoire des American Men of Science (« Les hommes de science américains »)[82].
- 1935 : lauréate du National Achievement Award (« Prix national d'excellence ») décerné par la sororité Chi Omega pour ses contributions à la médecine[83].
- 1947 : lauréate du Prix Lasker pour le bien public en reconnaissance de ses réalisations exceptionnelles en toxicologie industrielle en médecine préventive industrielle et à la santé mondiale[84].
- 1953 : lauréate du Knudsen Award décerné par l'Industrial Medical Association[6].
- 1973 : cérémonie d'admission au musée consacré aux américaines illustres le National Women's Hall of Fame[85].
- Le 27 février 1987, le National Institute for Occupational Safety and Health a baptisé de son nom son laboratoire de recherche désormais connu sous le nom de "Alice Hamilton Laboratory for Occupational Safety and Health"[86],[87]. L'Institut donne également chaque année un "prix Alice Hamilton" pour récompenser l'excellence d’une recherche scientifique dans ce domaine[88].
- 1994 : cérémonie d'admission au musée consacré aux femmes illustres du Connecticut, le Temple de la renommée des femmes du Connecticut[89],
- Le 11 juillet 1995, sa grande contribution à la santé publique a été célébré par un timbre commémoratif de l'United States Postal Service[90].
- En 2002, les travaux et les contributions  d'Alice Hamilton à la médecine du travail ont été désignés par l'American Chemical Society (ACS) comme une étape historique majeure et d'être reconnus comme tels par le National Historic Chemical Landmarks[86].